# Nachhaltiges Landmanagement
Der Begriff Nachhaltiges Landmanagement wird uneinheitlich verwendet. Er tritt im Kontext von Fragen des Boden- und Umweltschutzes, des Erhalts ökosystemarer Dienstleistungen aber auch des Rohstoffabbaus, des Immobilien- und Grundbesitzmanagements sowie der Raumplanung auf.
Im engeren Sinne findet der Begriff „Nachhaltiges Landmanagement“ auch Verwendung in der Landwirtschaft, der Forstwirtschaft, dem Vermessungswesen oder im Zusammenhang mit dem Flächenmanagement.

## Unterschiedliche Begriffsverwendung
Im internationalen Zusammenhang wird der Begriff häufig im Rahmen der Entwicklungszusammenarbeit genutzt. Hier verwenden ihn Organisationen wie die Vereinten Nationen (inklusive Unterorganisationen bzw. Programme wie UNEP/UNU, UNDP, FAO), die Weltbank, die lateinamerikanische Entwicklungsbank aber auch die Europäische Kommission und die deutsche Entwicklungszusammenarbeit (Deutsche Gesellschaft für Internationale Zusammenarbeit) im Rahmen ihrer Arbeit. Im Mittelpunkt steht dabei der Umgang mit Problemen des Bodenschutzes.
Die Weltbank definiert Nachhaltiges Landmanagement als einen Prozess im Spannungsfeld zwischen Umweltschutz und der Gewährleistung ökosystemarer Dienstleistungen einerseits sowie der Produktivität von Land- und Forstwirtschaft vor dem Hintergrund des Bevölkerungswachstums und eines gestiegenen Landnutzungsdrucks andererseits:
“SLM is defined as a knowledge-based procedure that helps integrate land, water, biodiversity, and environmental management (including input and output externalities) to meet rising food and fiber demands while sustaining ecosystem services and livelihoods.”
Die Wirtschaftskommission für Europa der Vereinten Nationen fasst den Begriff etwas weiter und bezieht neben der Land- und Forstwirtschaft auch den Rohstoffabbau, das Immobilien- und Grundbesitzmanagement sowie die Raumplanung mit ein:
“Land management is the process by which the resources of land are put to good effect. It covers all activities concerned with the management of land as a resource both from an environmental and from an economic perspective. It can include farming, mineral extraction, property and estate management, and the physical planning of towns and the countryside.”
Im Rahmen der nationalen Politiken und Programme verwenden bislang nur wenige außereuropäische Staaten den Begriff „sustainable land management“. Zu nennen sind insbesondere Australien (auch innerregional) sowie Neuseeland, die dies als Teil ihrer Regierungsprogramme in Verbindung mit dem Klimawandel formulieren.

## Forschung zum Nachhaltigen Landmanagement
Seit 2010 bearbeiten Projekte aus Wissenschaft und Praxis das Themenfeld „Nachhaltiges Landmanagement“ in der gleichnamigen Fördermaßnahme. Die Fördermaßnahme ist Teil des Rahmenprogramms „Forschung für Nachhaltige Entwicklungen“ (FONA) des Bundesministerium für Bildung und Forschung (BMBF).
Ziel ist es zum einen, die Wechselwirkungen zwischen Landmanagement, Klimawandel und Ökosystemdienstleistungen besser zu verstehen. Zum anderen sollen innovative Systemlösungen erarbeitet werden, um den aktuellen Herausforderungen des Globalen Wandels und den damit verbundenen zunehmenden Landnutzungskonflikten zu begegnen.
Seit 2014 laufen im Förderschwerpunkt „Innovationsgruppen für ein Nachhaltiges Landmanagement“ zusätzliche Forschungsaktivitäten im Themenfeld. Sie werden ebenfalls vom Bundesministerium für Bildung und Forschung gefördert. Thematisch knüpft der Förderschwerpunkt an denen der Vorgängermaßnahme an, legt jedoch einen stärkeren Fokus auf die Innovationskompetenz von Wissenschaftlern und Praktikern sowie dem Capacity Building in den Projektregionen. Insgesamt werden neun Innovationsgruppen bis zum Jahr 2019 gefördert.

## Auszeichnungen und Nominierungen
2013 wurde das Projekt „VIP – Vorpommern Initiative Paludikultur“ mit dem Deutschen Nachhaltigkeitspreis im Bereich Forschung für ihren Beitrag einer nachhaltigen, wiedervernässten Moornutzung ausgezeichnet. 2015 wurde ein Forschungsprojekt aus der Rubrik Landmanagement zum Deutschen Nachhaltigkeitspreis Forschung nominiert.